# Place de la Monnaie (Bruxelles)
Pour les articles homonymes, voir Place de la Monnaie.
La place de la Monnaie (en néerlandais : Muntplein) est une place du centre de Bruxelles, située près de la place de Brouckère.

## Toponymie
La place tient son nom de l’ancien atelier monétaire, également appelé « Monnayerie », érigé à l’intérieur de l’hôtel Ostrevant qui, au XIVe siècle, occupait la majeure partie de la place de la Monnaie actuelle.

## Histoire

### Le bombardement de 1695

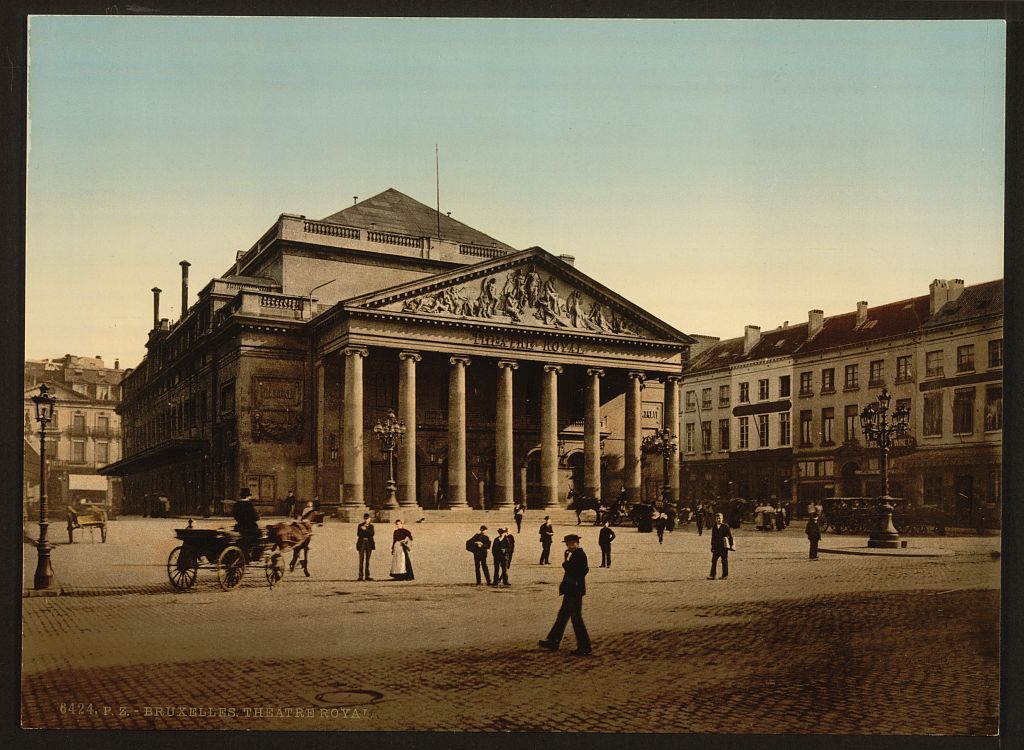
Place de la Monnaie, fin du XIXe siècle

Le XVIIe siècle est une période fortement marquée par de multiples guerres sur le territoire européen. En Europe centrale, Louis XIV, roi de France, engage de nombreuses guerres aux pays alentour afin d’étendre son royaume. C’est dans ce contexte qu’éclate la guerre de la Ligue d’Augsbourg en 1688. Elle opposa la France sous le contrôle de Louis XIV à la Ligue d’Augsbourg constituée de l’Espagne, les Provinces-Unies, la Suède, l’Angleterre et certaines principautés allemandes. Ces derniers avaient formé ladite coalition dans le but d’empêcher Louis XIV de conquérir de nouveaux territoires.
Les Pays-Bas espagnols, limitrophes avec la France, voient leur territoire chaque jour un peu plus envahi. En juin 1692, Louis XIV parvient à s’emparer de Namur, une des villes les plus puissantes des Pays-Bas espagnols en raison de son contact direct avec la Sambre et la Meuse. Durant les années qui suivent, Guillaume d’Orange, stadhouder des Provinces-Unies et leader de la coalition, va user de tous les moyens pour reprendre la ville de Namur au roi de France. Trois ans plus tard, la Ligue d’Augsbourg bat les troupes françaises à Namur et la ville est sous les commandes du prince Guillaume d’Orange.
Agacé face aux tentatives de la Ligue d’Augsbourg pour freiner ses conquêtes, Louis XIV ordonna, en août 1695, au maréchal François de Neufville de Villeroy de faire marcher les troupes françaises vers Bruxelles, auparavant capitale des Pays-Bas espagnols. Le but de la manœuvre était de faire diversion, dans l’espoir de faire lever le siège à Namur.
Cependant, ni l’armée de Guillaume d’Orange, ni celle de Maximilien Emmanuel de Bavière, gouverneur des Pays-Bas espagnols et prince électeur de Bavière ne se déplaça à Bruxelles. Les armées restèrent à Namur et aucune bataille n’eut lieu. Les armées de la Ligue d’Augsbourg refusèrent de se déplacer pour mener une guerre inégale. En effet, Bruxelles était munie de moyens très limités pour riposter face à l’ennemi.
Ainsi, les 13, 14 et 15 août de l'année 1695, Villeroy bombarda Bruxelles à coup de canons et de mortiers. L’intérieur du pentagone fut réduit en cendres en moins de 3 jours.
Les semaines suivantes furent éprouvantes autant pour les troupes françaises que pour l’armée de la coalition. Ainsi, un compromis fut établi sous le nom de « traité de Ryswick » en 1697 et marqua, par conséquent, la fin de la guerre.

### La reconstruction
Le bombardement de Bruxelles de 1695 causa un désastre essentiellement économique et culturel. La capitale était devenue un ramassis de décombres. Maximilien-Emmanuel de Bavière, gouverneur des Pays-Bas espagnols, dût rapidement mettre en place un Conseil responsable pour établir les mesures nécessaires à la reconstruction de la ville.

#### Premières mesures
Afin d’assurer la remise sur pied de la ville, les autorités se hâtèrent de prendre différentes mesures d’urgence. Tout d’abord, il fut convenu que tous les locaux disponibles devaient être mis à disposition des citoyens ayant perdu leur logement dans l’incendie. Ensuite, les propriétaires ne pouvaient augmenter les loyers, sous peine d’être sanctionnés. Aussi, les citoyens furent priés d’utiliser leurs chevaux et leurs chariots pour déblayer les décombres.
Enfin, le Conseil adopta des dispositions permettant aux ouvriers étrangers de venir travailler à Bruxelles, afin de reconstruire la ville.    

#### Gio-Poalo Bombarda
Dans ce contexte, l’architecte italien et trésorier de Maximilien-Emmanuel de Bavière, Gio-Paolo Bombarda, fut chargé d’établir un grand théâtre où l’on jouerait des pièces d’opéras. L’architecte choisit d’établir celui-ci à l’emplacement de l’ancien hôtel Ostrevant où l’on frappait la monnaie, afin de profiter du grand espace vide laissé par le bombardement. Il fut décidé d’aménager une grande place tout autour du théâtre afin de mettre en lumière celui-ci. Ce fut l’embryon de la place de la Monnaie.    

### Le théâtre de la Monnaie

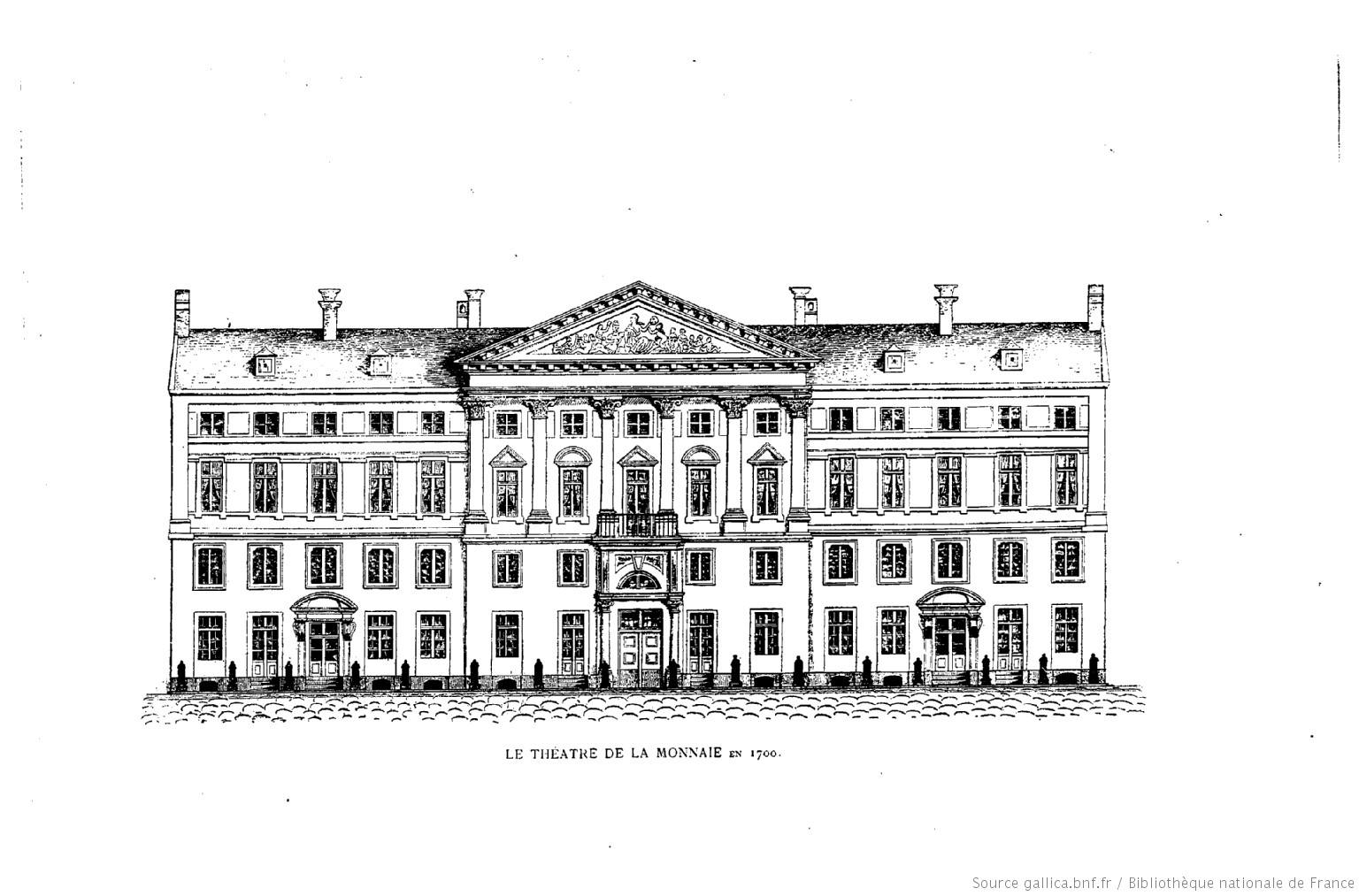
Représentation du théâtre de la Monnaie datant de 1700

Au cours de l’année 1700, le théâtre fut inauguré. Pour en assurer la gestion, Bombarda sollicita la direction du théâtre. Satisfait du travail accompli par son trésorier, Maximilien Emmanuel de Bavière le lui octroya le 20 janvier 1705, sous réserve de conditions : l’octroi ne vaudrait que pour les 30 ans à venir et chaque année, Bombarda serait prié de verser 50 florins en guise de reconnaissance. Il donna, par la suite, la dénomination de « Grand Opéra » à son théâtre. La première pièce qui y fut jouée fut « Atys », une tragédie en musique créée par le compositeur Jean-Baptiste Lully sur un livret de Philippe Quinault. Le théâtre fit la renommée de Bruxelles, et, durant les premières années qui suivirent sa création, les bruxellois en étaient fiers. Maximilien Emmanuel de Bavière, grand amateur de théâtre, reconnut au théâtre de Bombarda le titre d’« Académie de Musique», lui accordant ainsi plus de prestige et permettant au théâtre de rivaliser avec le théâtre de Paris, qui, depuis sa création, portait le titre d’ « Académie royale de musique ».
Au milieu du XVIIIe siècle, la situation politique fut instable. La Belgique connut en cette période plusieurs guerres et révolutions. On compte parmi celles-ci : la guerre de Succession d’Autriche, la révolution brabançonne et la Révolution française. Cette période eut de lourdes conséquences pour le théâtre qui, régulièrement, dût fermer ses portes. Bombarda, endetté, ne pût apporter l’entretien nécessaire au théâtre et celui-ci commença à sérieusement se détériorer. Le délabrement fut tel, que le 19 mai 1810, la Ville fut contrainte d’en construire un nouveau. L’architecte Damesme sera, en 1817, chargé du projet. La nouvelle salle de théâtre fut construite juste derrière la première qui, détruite, permit de dégager l’espace afin de permettre à la place d’avoir son étendue actuelle. La bâtisse fut inaugurée en 1819. Les représentations dans la seconde salle n’eurent lieu que jusqu’en 1855, car le 21 janvier de cette même année, alors que les ouvriers disposaient les décors du Prophète de Meyerbeer, un incendie éclata et ravagea la salle. Il ne fut pas nécessaire de reconstruire entièrement le théâtre car les murs extérieurs avaient subsisté. On confiera la reconstruction d’une troisième salle à l’architecte Joseph Poelaert. Il s’agit de cette salle qu’on peut admirer actuellement au sein du théâtre.

### LaMuette de Portici
La Muette de Portici est un opéra en cinq actes composé par le français Daniel Auber (1782-1871) sur un livret d’Eugène Scribe et de Germain Delavigne. Cette pièce est caractérisée de lyrique, dramatique, révolutionnaire et à ton nationaliste. La première représentation eut lieu le 29 février 1828 à Paris, l’engouement du public fut sans précédent. Cependant, ce fut un an plus tard, au théâtre de la Monnaie à Bruxelles que la pièce remporta son succès le plus fervent. En effet, cet opéra met en scène une insurrection contre le pouvoir établi : Tommaso Aniello (dit “Masaniello”) est un homme né pêcheur qui mena la révolution du peuple napolitain contre la Couronne espagnole en 1647. C’est précisément à travers cette connotation révolutionnaire que cette pièce marqua l’Histoire belge : les spectateurs y voyaient une similitude avec la situation du peuple belge. Elle fut l’élément déclencheur de la révolution qui les conduisit à l’indépendance. De juillet à août 1830, la population se sentant opprimée par le gouvernement hollandais, se rassemblait dans les rues ou sur les places, taguait les murs d’injures. Les journaux, quant à eux, tenaient des propos hostiles à l'égard du gouvernement hollandais. Ce dernier ne prit aucune mesure pour calmer les tensions car il avait pour mot d’ordre de " s’abstenir de toute provocation et d’empêcher tout bruit inutile ” dans le but de ne pas susciter le déchainement total de la population belge. Le 1er août 1830, il interdit toutefois la représentation de La Muette de Portici après qu’elle eut donné lieu à de multiples incidents.
Cependant, le 25 août 1830, jour du 59e anniversaire du roi des Pays-Bas, Guillaume Ier, une nouvelle représentation de la pièce fut autorisée à être jouée au Théâtre de la Monnaie. La police s’attendait à quelques protestations et avait mis en place des mesures de sécurité qui s'avérèrent pourtant insuffisantes face à l'ampleur des émeutes. En effet, ce soir-là, vers 22 heures, la salle du théâtre de la Monnaie était bondée, le public était principalement bourgeois. À l’extérieur, les spectateurs n’ayant pu rentrer se rassemblaient sur la place et la foule s’amassait. L’agitation était palpable. Dans le théâtre, le public était déchaîné : les cris et applaudissements se suivaient à tour de rôle. Au deuxième acte, le duo “Amour sacré de la patrie” , interprété par Lafeuillade et Cassel, fut accueilli avec beaucoup d'enthousiasme et bissé. Le troisième acte fut le coup de grâce, quand Masaniello cria “Aux armes ! ”; la salle tout entière se leva et l’acclama frénétiquement pour ensuite se ruer dehors où la foule qui attendait se mit aussitôt en branle : c’est le point de départ des “journées sanglantes et libératrices”. Durant toute la nuit, la ville fut pillée, incendiée, saccagée : elle fut “au pouvoir de l’émeute” jusqu’au petit matin. Les jours suivants furent tout aussi troublés, le théâtre dut fermer ses portes pour quelque temps et ne rouvrit que le 12 septembre, jour où la Brabançonne (création de Jenneval et Van Campenhout) résonna pour la première fois au Théâtre de la Monnaie. La Révolution gronda encore pendant un mois jusqu’au jour de gloire, le 4 octobre 1830, où les Belges signèrent leur déclaration d’indépendance. Tout cela avec un opéra comme point de départ.

## Description

### Situation
La place de la Monnaie est un des espaces publics les plus centraux de Bruxelles, située sur l’un des axes piétonniers les plus fréquentés d’Europe. Le côté Ouest de celle-ci s’aligne sur la rue des Fripiers et la rue Neuve, et le côté Est est dominé par le théâtre royal de la Monnaie, cerné sur trois côtés par la rue des Princes au Nord, la rue Léopold à l’Est, et la rue de la Reine au Sud. Elle est facilement accessible en métro : 
| ___ | Ce site est desservi par la station de métro : De Brouckère. |

### Architecture et monuments
La place de la Monnaie est une place rectangulaire dominée par le théâtre royal de la Monnaie, situé sur le côté Est de la place, et par le Centre Monnaie, située sur le côté Ouest de la place. En 1971, la place était aménagée dans le style « hors-sol » de l’époque : pourvue de nombreux bancs, bacs de plantes et fontaines étalés sur toute la place. Elle fut entièrement réaménagée entre 2010 et 2012. La philosophie du projet consistait à rendre l’espace urbain plus agréable et à mettre en valeur les monuments abrités par celle-ci, notamment le théâtre royal de la Monnaie. En effet, les auteurs du projet considéraient que, depuis 1970, l’aménagement de la place ne permettait pas une lecture claire de celle-ci : l’architecture y était totalement déstructurée ce qui ne rendait pas l’espace convivial, ni accueillant. Le projet de réaménagement avait donc pour but de rendre cette place commode et de favoriser l’utilisation de ce large espace à des fins d’animations, de festivités, ou d’usage quotidien. Pour ce faire un travail de sous-sol important a été réalisé : l’entièreté du revêtement du sol a été refait en pierre bleue de finitions alternées entre polies et lisses et, striées et rugueuses, piétonnisant également la rue Léopold. Ce damier est souligné par des fontaines rasantes et des grands bancs de béton blanc dénués de dossier, qui remplacent le mobilier urbain qui existait auparavant. La volonté était de permettre aux usagers de profiter de l’espace dans sa globalité en le libérant des éléments qui l’encombraient. Le théâtre et son parvis furent délimités par de nouveaux luminaires contemporains disposés en ligne brisée. Enfin, les deux kiosques situés aux extrémités de la place ont également été redessinés.
La place est aujourd’hui composée de trois grands espaces : un espace comprenant le théâtre royal de la Monnaie et son parvis, un espace composé de la place en elle-même agrémentée de fontaines rasantes et de grands bancs de béton blancs, et enfin, un espace de liaison entre la rue Neuve et la rue des Fripiers, le long des vitrines commerciales du Centre Monnaie.    

#### Le théâtre de la Monnaie

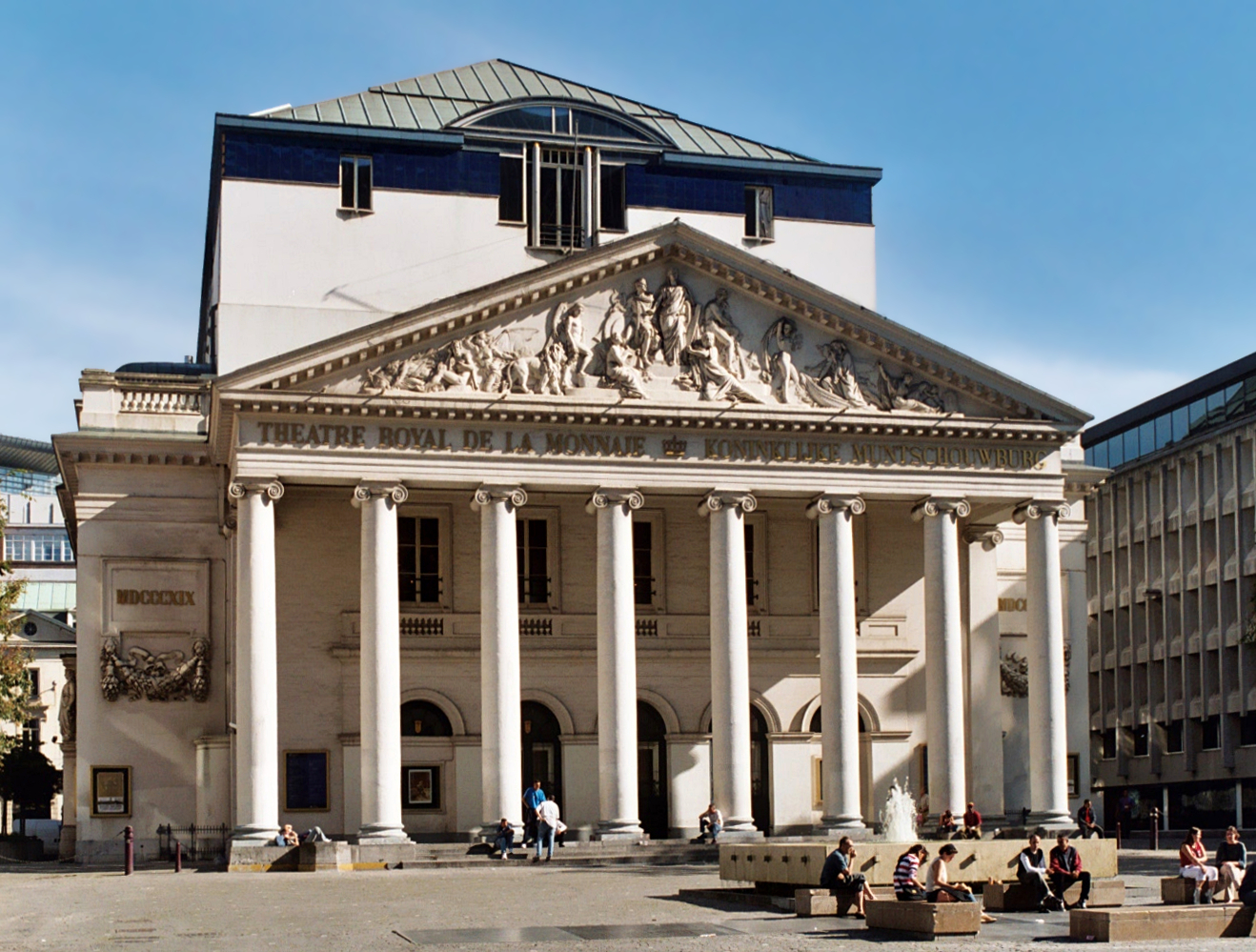
Théâtre royal de la Monnaie

Le théâtre royal de la Monnaie se trouve sur la côté Est de la place de la Monnaie. Il fut élevé au XVIIIe siècle sur les plans de l’architecte français Damesme. Il remplaça le Grand Opéra construit en 1700 sur les plans de Bombarda, sous les ordres de Napoléon.
Le bâtiment de style néo-classique, composé de deux parallélépipèdes superposés, est entièrement enduit, précédé d’un avant-corps à portiques et d’un fronton couvert d’une bâtière. Le portique se trouve sur un podium de cinq degrés en pierre bleue. Devant lui, se trouvent huit colonnes ioniques sur des bases rondes moulurées. Au-dessus de ces colonnes, sur l’architrave à fasces se trouve une frise inscrite en lettre dorées : « théâtre de la Monnaie/Koninklijk Muntschouwburg ». Encore au-dessus, on peut observer le fronton à modillons, orné depuis 1854 d’un bas-relief de E. Simonis représentant « l’Harmonie des passions humaines ». Au fond du portique, la façade principale serrée entre deux pilastres ioniques, est creusée de cinq arcades cintrées. Les trois du milieu étant des portes toutes surmontées d’une baie vitrée, tandis que les deux dernières situées aux extrémités sont des panneaux pleins l’étage se trouvent cinq hautes fenêtres rectangulaires. Les façades latérales du bâtiment sont également rythmées par une suite d’arcades cintrées occupées par des portes ou des fenêtres. Le second massif en parallélépipède aux murs lisses, couronnés d’une bande de tôle émaillée bleue est percé de fenêtres rectangulaires à nouveau : deux en façade et sept sur les côtés. 
À l’arrière, le pignon est garni d’un balcon arrondi. À l’intérieur se trouve une grande salle rectangulaire, fermée en demi-cercle qui abrite, outre l’orchestre et le parterre, quatre niveaux de balcons disposés en amphithéâtre sous un plafond en coupole. Le théâtre fut rénové à de nombreuses reprises. La dernière rénovation date de 1986 sur les plans des bureaux d’architecture A.2.R.C. et URBAT et de l’architecte Vandenhove.    

#### Le Centre Monnaie

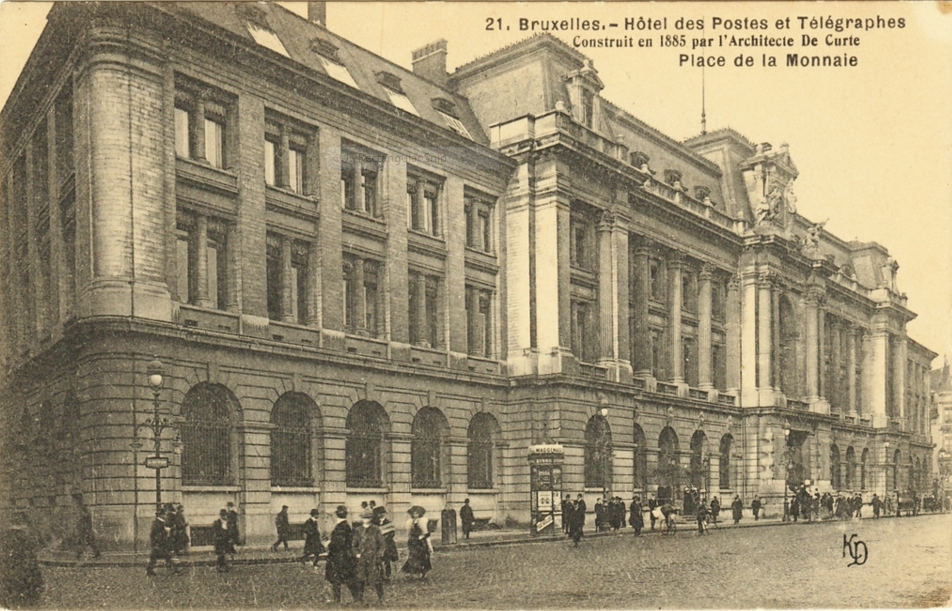
La Grande-Poste (ou Hôtel des Postes et Télégraphes) de Bruxelles en 1855, détruite en 1966 pour laisser place au Centre Monnaie. Exemple de Bruxellisation.

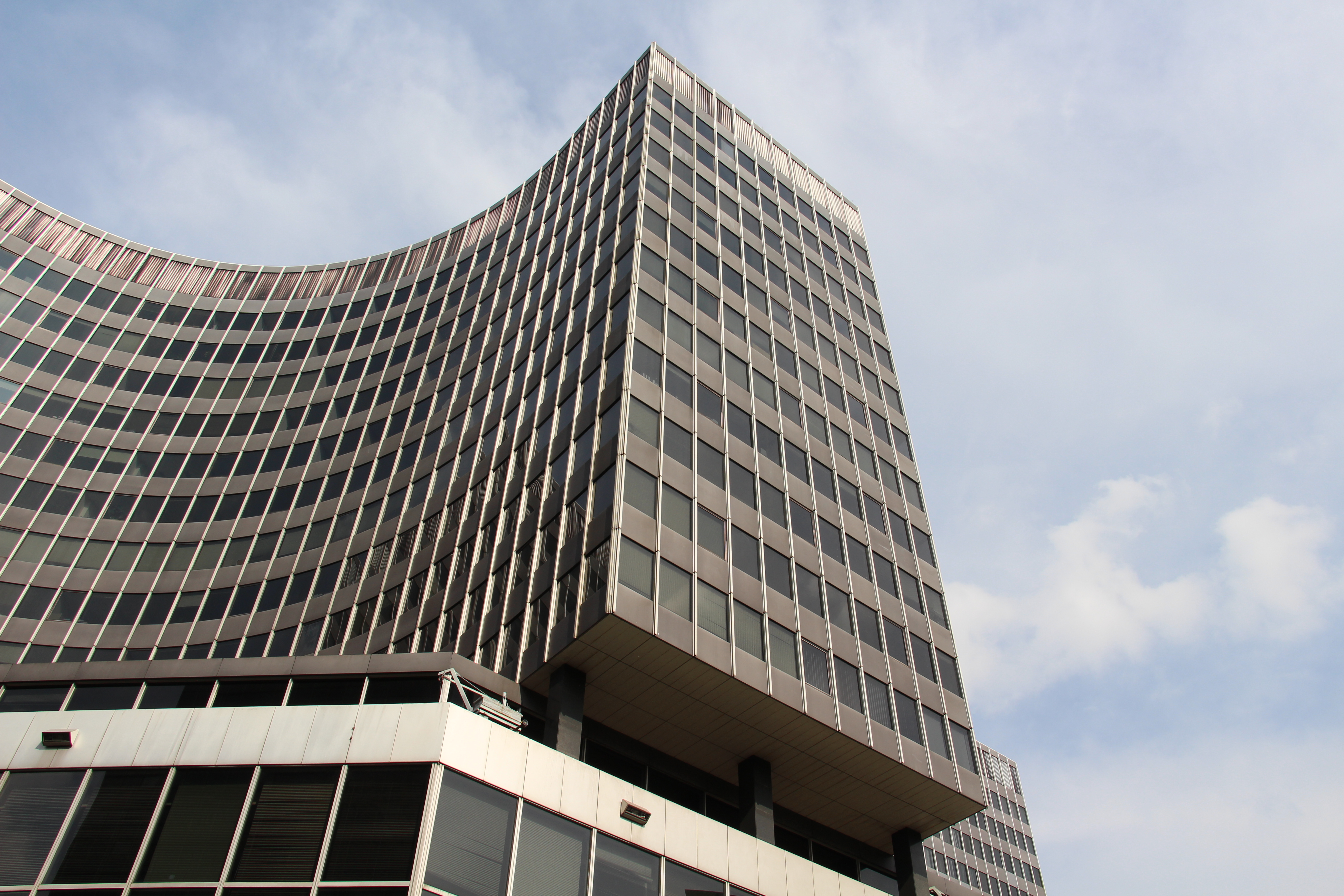
Le Centre Monnaie.

À l’Ouest de la place se trouve le Centre Monnaie qui remplace la Grande-Poste centrale de Bruxelles depuis 1971. Haut de 63 mètres, cet immeuble abrite outre, le centre commercial de la Monnaie, les services administratifs de la ville de Bruxelles, ainsi qu’un accès au métro et quatre niveaux de parking souterrains.
Depuis quelques années, le Centre Monnaie était tombé en désuétude, et, était de moins en moins fréquenté. De nombreux espaces commerciaux étaient inoccupés et le bâtiment datant des années 1970 commençait à devenir vieillot selon les auteurs du projet de rénovation. En 2017, dans le but de redynamiser ces espaces commerciaux, ils ont été totalement réaménagés. L’esthétique du bâtiment est moderne : une nouvelle façade entièrement vitrée d’une hauteur de 16 mètres fut dédiée aux commerces. Beaucoup plus aérée qu’auparavant, cette vitrine d’architecture contemporaine est accompagnée de grands auvents qui donnent une grande visibilité aux commerces.

#### Muntpunt
En 2013, grâce à ces grands travaux de réaménagement de la place, la Hoofdstedelijke Openbare Bibliotheek, construite en 1973 à l’angle de la rue de l’Ecuyer, fut agrandie et relookée.

## Projet
La place de la Monnaie est une place vivante, elle a accueilli de nombreux projets. Le dernier en date est celui de la société AG Real Estate, s’occupant de la construction d’un nouveau centre commercial appelé “The Mint”, qui se trouve en face du théâtre, localisation idéale au centre de la ville. Un espace pas plus petit que 15 000 m2 de surfaces commerciales (20 magasins environ) va mettre fin aux anciennes galeries.
Le projet est né en 2009 et a pris fin en novembre 2017 avec la finalisation des travaux (d’un montant de 23 millions d’euros). Cependant, les premières boutiques avaient déjà pu ouvrir mi-octobre et, étant donné que cela se fait au compte-gouttes, les dernières devraient ouvrir leurs portes jusqu’à fin décembre de cette année 2017. La création de ce centre a deux conséquences: la première est la redynamisation du centre-ville qui a connu des moments difficiles ces derniers mois, et la seconde est de servir de jonction (qui était alors inexistante jusqu’ici) entre la rue Neuve, rue des Fripiers, la place de la Monnaie et le piétonnier. Une nouvelle sortie du métro De Brouckère a également été aménagée afin d’avoir un accès direct sur la place de la Monnaie. Le gestionnaire du projet d’AG Real Estate, Alexis Spaas, fait savoir que les enseignes de mode ainsi que les grosses enseignes à plusieurs étages sont situées du côté Monnaie tandis que celles de plus petite proportion se trouveront du côté Anspach. Il y a également un large parking souterrain de 600 places géré par Interparking, une filiale d’AG Real Estate.